# Cold Hearted
«Cold Hearted» (с англ. — «Бессердечный») — песня американской певицы Полы Абдул из её дебютного студийного альбома Forever Your Girl (1989). Песня была написана и спродюсирована Эллиотом Вулффом. Она была выпущена как сингл и стала третьим «номером один» подряд в чарте Billboard Hot 100 с альбома.

## Музыкальное видео
Официальное музыкальное видео на песню «Cold Hearted» было снято режиссёром Дэвидом Финчером и более трёх недель занимало первое место в списке ротации видео на MTV. Вдохновением для создания клипа послужила хореография Боба Фосса в сцене «Take Off with Us» из фильма «Весь этот джаз». Абдул танцует для музыкальных руководителей с группой полуобнажённых танцовщиц. Абдул была одета в чёрное ажурное платье, открывавшее её пупок, и щеголяла в немецкой полицейской фуражке. Танцпол включал в себя строительные леса, на которых Абдул и её танцоры висят и танцуют «с намеком».

## Позиции в хит-парадах
| Хит-парад (1989–1990)               | Высшая позиция |
| ----------------------------------- | -------------- |
| Австралия (ARIA)                    | 68             |
| Великобритания (OCC UK Singles)     | 46             |
| Канада (RPM Top Singles)            | 2              |
| Канада (RPM Dance/Urban)            | 1              |
| Нидерланды (Single Top 100)         | 63             |
| Новая Зеландия (Recorded Music NZ)  | 25             |
| США (Billboard Hot 100)             | 1              |
| США (Billboard Dance Club Songs)    | 19             |
| Финляндия (Suomen virallinen lista) | 17             |
| Франция (SNEP)                      | 33             |
| ФРГ (GfK)                           | 38             |